# بسوان (رسام)

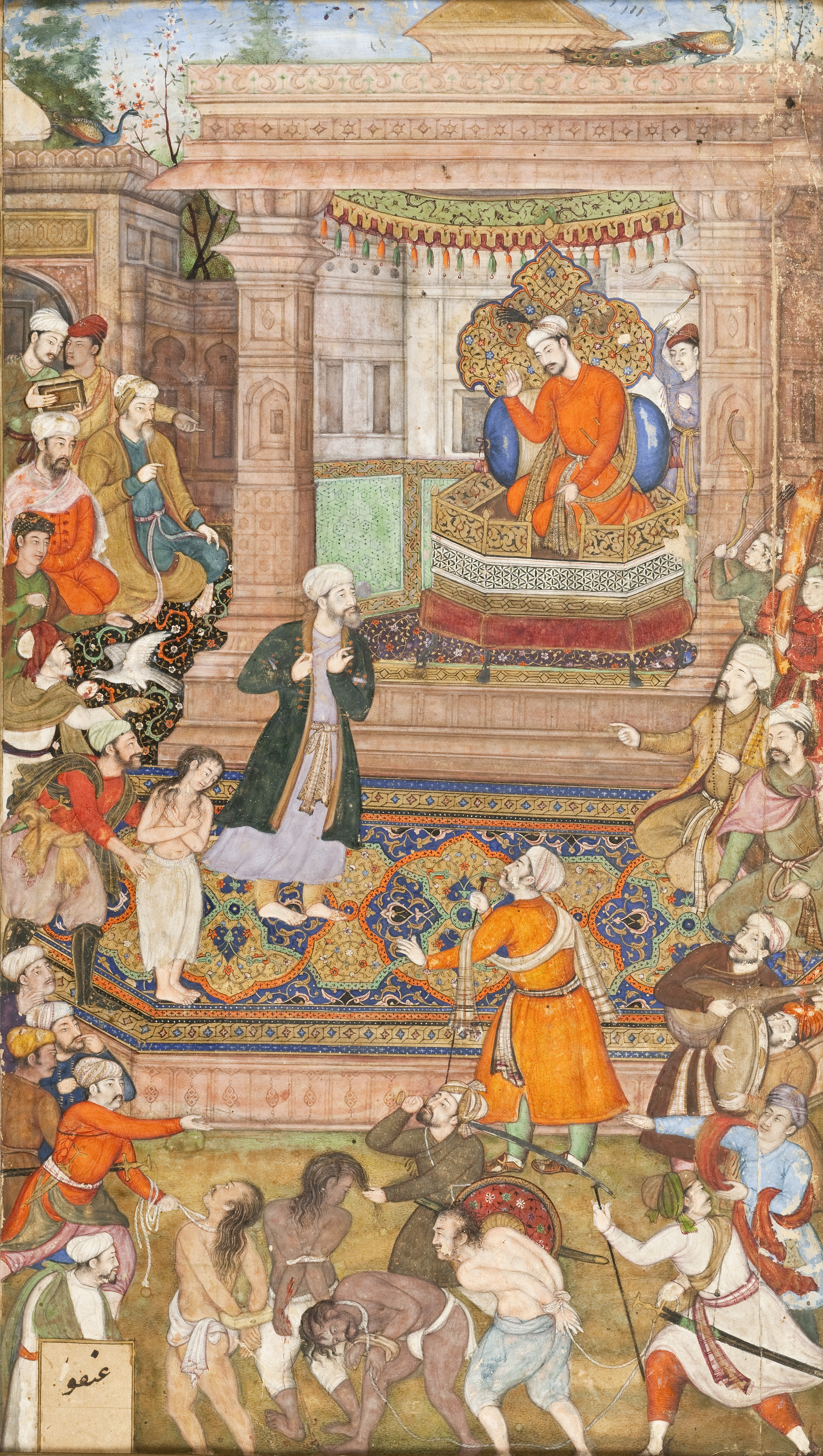
مشهد من المحكمة من جولستان (حديقة الورود) لسعدي، 1596

بسوان (ازدهر في الفترة من 1580 إلى 1600)، كان رسامًا هنديًا مصغرًا على الطراز المغولي. كان معروفًا بين معاصريه بأنه رسام ماهر ومراقب حريص للطبيعة البشرية، واستخدامه للصور الشخصية في الرسوم التوضيحية لـ "أكبرنامه"، الخاصة بالسلطان المغولي، والسيرة الذاتية الرسمية لأكبر، والتي تُعتبر ابتكارًا في الفن الهندي؛ من العالم الإسلامي وإيران.

## السيرة
لا يُعرف الكثير عن حياة باسوان. كان أحد أبناء [الإنجليزية] أوتار براديش وأصبح رسامًا لمحكمة أكبر، حيث وقع تحت تأثير عبد الصمد. تم التعليق على أربعة فنانين فقط في عين أكبري. ومنهم السيد علي وعبد الصمد ودسوانث وبسوان. خلف باسوان ابنه مانوهار داس [الإنجليزية] في منصب رسام البلاط. لا تزال عائلته تعيش في منزلها التراثي في كالا محل، في آغرة. حاليًا، تمتلك العائلة أعمال تصنيع وتصدير السجاد اليدوي (سجاد الماس).

## الأعمال

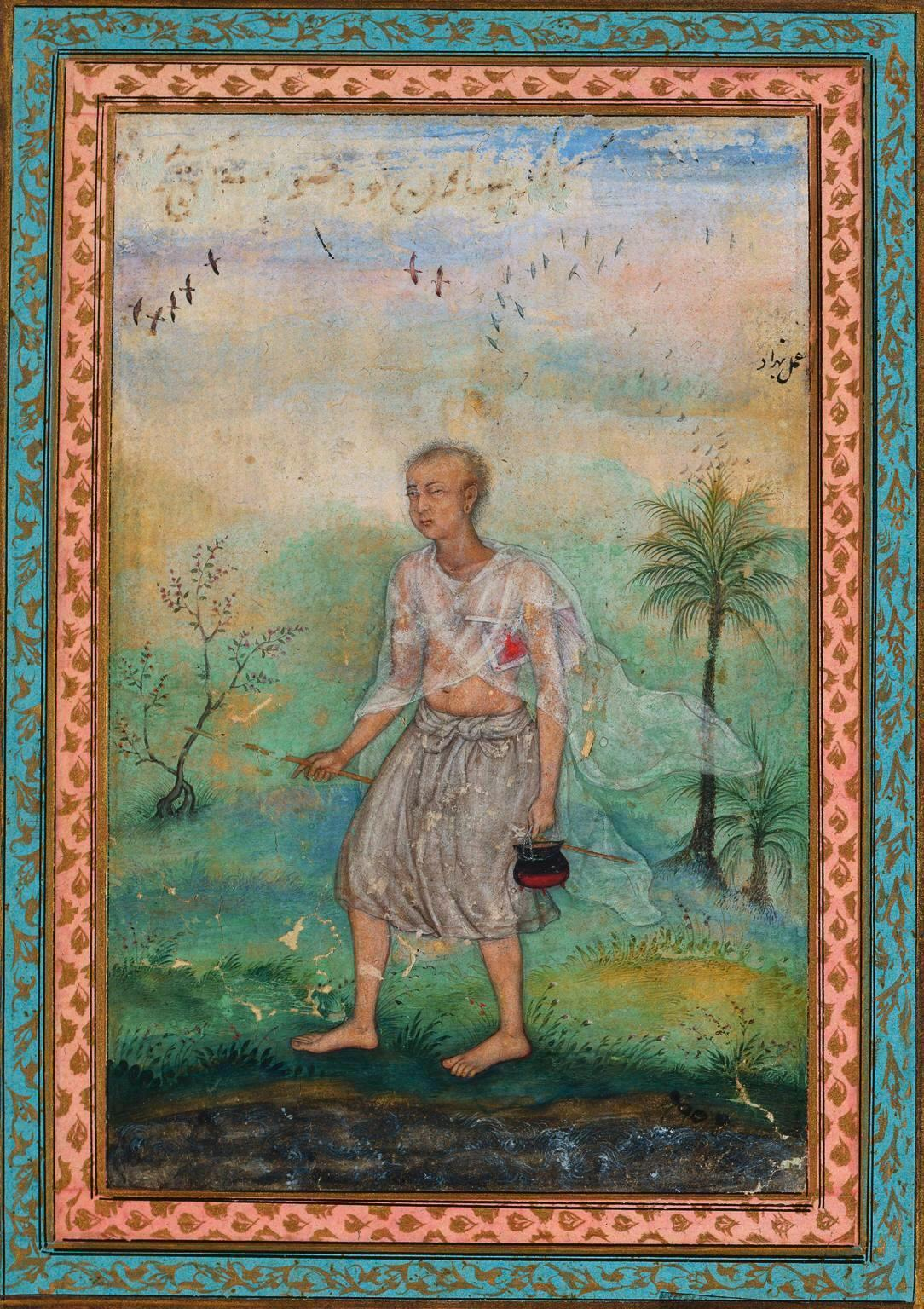
زاهد جايني يمشي على ضفة النهر، حوالي عام 1600.

يُنسب إلى بسوان أكثر من 100 لوحة فنية. عُثر على أقدم ذكر له في نسخة مصورة من كتاب طوطي نامه حوالي عام 1556-1561. معظمها عبارة عن رسوم توضيحية للمخطوطات. وفي العديد منها، كان بسوان هو المصمم، بالتعاون مع فنان ثانٍ قام بتوفير الألوان. ومن بين الأعمال التي يمكن أن تُنسب بالتأكيد إلى باسوان هي الرسوم التوضيحية لـ "روض نامه" و "أكبر نامه" ، و" داراب نامه"، و"بهارستان الجامي"، و"تيمور نامه".
كان بسوان أحد أوائل الفنانين الهنود الذين اهتموا بالتقنيات الغربية، فاستوحى من اللوحات الأوروبية التي أحضرها المبشرون اليسوعيون إلى بلاط أكبر. يمكن رؤية ذلك في استخدامه للتناقضات القوية بين الضوء والظل، على الرغم من أن التأثير الغربي لم يكن مهيمنًا أبدًا في عمله. كما اشتهر بسوان باستكشافه للفضاء، وتحديد خلفياته، وقوة ألوانه، وتصويره القوي والمؤثر لشخصياته. كتب أبو الفضل العلامي، مؤرخ أكبر، عن بسوان: "في التصميم ورسم البورتريه والتلوين والرسم الوهمي... أصبح لا مثيل له في العالم". وعلى الرغم من هذه المساهمات الهامة في الفن المغولي، إلا أنه لم يتم الاعتراف به على نطاق واسع خارج الأوساط الأكاديمية فيما يتعلق بالفن في نصف الكرة الغربي.

## الاستشهادات
1. ↑  مُعرِّف قائمة الاتحاد لأسماء الفنانين (ULAN): 500329649. مذكور في: قائمة الاتحاد لأسماء الفنانين. تاريخ النشر: 29 فبراير 2012. الوصول: 23 يوليو 2022. لغة العمل أو لغة الاسم: الإنجليزية.
2. ↑  مذكور في: الفن المتبادل.كوم. مُعرِّف فنان في موقع الفنِّ المُتبادَل (MutualArt): 58FB87CAD8A85C96.
3. ↑  مذكور في: Grove Art Online. مُعرِّف "غروف" للفنِّ على الإنترنت (Grove): T053852. العنوان: Manohar. لغة العمل أو لغة الاسم: الإنجليزية. الوصول: 13 سبتمبر 2020. مُعرِّف الغرض الرَّقميُّ (DOI): 10.1093/GAO/9781884446054.ARTICLE.T053852. الناشر: دار نشر جامعة أكسفورد.
4. ↑  مذكور في: متحف المتروبوليتان للفنون. مُعرِّف غرض في متحف المتروبوليتان للفنون (MetID): 446563.
5. ↑  وصلة مرجع: https://clevelandart.org/art/1962.279.207.a.
6. ↑  Illustration from the Akbarnama: History of Akbar نسخة محفوظة 2009-09-19 على موقع واي باك مشين. Art Institute of Chicago
7. ↑  Seyller، John (2011). "Basawan". Artibus Asiae. Supplementum. ج. 48: 119–134. ISSN:1423-0526. مؤرشف من الأصل في 2024-02-26.
8. ↑  Bloom, Jonathan؛ Blair, Sheila S. (2009). The Grove Encyclopedia of Islamic Art and Architecture. New York: Oxford University Press. ص. 268–270.

## روابط خارجية
- ألبوم الأباطرة: صور من الهند المغولية ، وهو كتالوج معرض من متحف متروبوليتان للفنون (متاح بالكامل عبر الإنترنت بصيغة PDF)، والذي يحتوي على مواد عن باساوان